# Ladbroke Grove (stanice metra v Londýně)
Ladbroke Grove je stanice metra v Londýně, otevřená 13. června 1864 jako Notting Hill. Roku 1869 došlo k přejmenování na Notting Hill (Landbroke Grove), v roce 1880 zas na Notting Hill and Landbroke Grove. Předposlední přejmenování znělo Ladbroke Grove (North Kensington), a k němu došlo 1. června 1919. Od roku 1938 má tato stanice současné jméno. Stanice si zahrála v klipu Lily Allen LDN a ve filmech Adulthood a Kidulthood. Autobusovou dopravu zajišťují linky: 7, 23, 52, 70, 228, 452 a UL1. Stanice se nachází v přepravní zóně 2 a leží na dvou linkách:
- Circle Line a Hammersmith & City Line mezi stanicemi Latimer Road a Westbourne Park.

| Rok  | Počet cestujících |
| ---- | ----------------- |
| 2011 | 5,09 mil          |
| 2012 | 5,30 mil          |
| 2013 | 5,67 mil          |
| 2014 | 6,08 mil          |